# Лонсдејл (Арканзас)
Лонсдејл (енгл. Lonsdale) град је у америчкој савезној држави Арканзас.

## Демографија
По попису из 2010. године број становника је 94, што је 24 (-20,3%) становника мање него 2000. године.
| Група             | 2000.       | 2010.      |
| Белци             | 114 (96,6%) | 89 (94,7%) |
| Афроамериканци    | 0 (0,0%)    | 3 (3,2%)   |
| Азијати           | 0 (0,0%)    | 1 (1,1%)   |
| Хиспаноамериканци | 1 (0,8%)    | 0 (0,0%)   |
| Укупно            | 118         | 94         |